# Sanna Persson
Susanna "Sanna" Lotte Persson (Kävlinge, 18 augustus 1974) is een Zweedse actrice. Ze speelt mee in talrijke Zweedse tv-series maar is vooral bekend van haar rol in HippHipp.

## Biografie
Persson begon haar carrière als komiek te Lund tijdens haar studies. 
Ze is getrouwd met pop-rockzanger Lars Halapi sinds 2006.

## Selectie uit haar filmografie
- 1999 - Herr Pendel (De Heer Pendel)
- 2001 - Music for One Apartment and Six Drummers
- 2001 - Så vit som en snö (Zo wit als sneeuw)
- 2001 - 2010 HippHipp (tv-serie)
- 2002 - Hotel Rienne
- 2002 - Hjärtats oro  (tv-serie)
- 2002 - Vaktmästaren och professorn (De huisbewaarder en de professor)
- 2006 - Itzhaks julevangelium (tv-serie)
- 2006 - Kvinna vid grammofon
- 2007 - Hej rymden! (Hello space!) (tv-serie)
- 2010 - Vid Vintergatans slut (Op het einde van de Melkweg)  (tv-serie)
- 2010 - Sound of Noise
- 2012 - Mysteriet på Greveholm – Grevens återkomst (Het mysterie te Greveholm) (tv-serie)